# Oxytocin
Oxytocin er et hormon og neuropeptid, der dannes i hypothalamus og lagres i hypofysens baglap (neurohypofysen). Oxytocin er et peptidhormon. Hormonet findes i meget lille udstrækning hos mænd. Hos kvinder findes hormonet i større mængde. Det udskilles bl.a. ved kram på over 30 sekunder, hvorfor det kaldes kram-hormonet eller kærligheds-hormonet. Mangel på fysisk berøring kan føre til hudsult.
Hormonet har flere forskellige virkninger:
1. Hormonet fremkalder kontraktioner i den gravide uterus (livmoder), hvorfor det er af vigtighed for at fødslen går i gang.
2. Oxytocin er essentielt for overlevelsen af det spæde barn, da det er ansvarligt for  nedløbsrefleksen.[3]
3. Hormonet har en forstærkende virkning på moderens tilknytning til spædbarnet, samt på tillid generelt imellem mennesker.[4]

## Sexlyst til mænd
I Illustreret Videnskab nr. 4, 2013 beskrives et tilfælde, hvor oxytocin i næsespray morgen og aften gav en mand større sexlyst. Mandens læge ordinerede egentlig medicinen for at forbedre mandens sociale kompetencer, og det hjalp da også væsentligt. Efter behandlingen oplevede både manden og hans kolleger, hvordan han var begyndt at flirte med de kvindelige kolleger; en opførsel der tidligere var totalt ukendt.
Men ud over at give større sexlyst har hormonet flere positive egenskaber for mænd:
Hjerne:
- Forstærker orgasmen
- Skaber længsel mellem elskende
- Knytter stærke bånd til partneren
- Forstærker faderfølelsen
- Indgyder tillid hos andre
- Reducerer frygt

Nyrer:
- Tilbageholder urinen

Penis:
- Øger erektionen
- Modvirker tidlig sædafgang